# Xanalıyan
Xanalıyan è un comune dell'Azerbaigian situato nel distretto di Masallı. Conta una popolazione di 1 127 abitanti.